# Bryn Mawr College
Bryn Mawr College es una universidad privada femenina situada en Bryn Mawr, Pensilvania en Estados Unidos.
Es una de las instituciones que forman las Siete Escuelas Hermanas. Fue fundada en 1885 por la Sociedad Religiosa de los Amigos y tiene unas 1300 alumnas de pregrado y 450 de postgrado.
Su campus, de 135 acres, fue diseñado por Calvert Vaux y Frederick Law Olmsted y es considerado un arboreto.

## Deporte
Bryn Mawr College compite en la Conferencia del Centenario de la División III de la NCAA.

## Profesorado
Profesores asociados con Bryn Mawr incluyen a:
- Woodrow Wilson (1856-1924), vigésimo octavo presidente de los Estados Unidos
- Edmund Beecher Wilson (1856-1939), zoólogo, embriólogo y genetista
- Thomas Hunt Morgan  (1866-1945), genetista
- Georgiana Goddard King (1871-1939), hispanista, fotógrafa y profesora creadora del primer departamento de Historia del Arte estadounidense especializado en el arte español.[2][3] Es una de las autoras del libro: A Book of Bryn Mawr Stories, (George W. Jacobs,1901)  - Proyecto Gutenberg aloja copia del libro
- Emmy Noether (1882-1935), matemática.[4]
- Arthur Lindo Patterson (1902-1966), cristalógrafo[5]
- José Ferrater Mora (1912-1991), filósofo.[6]
- Fernando Sánchez Dragó (1936-2023), escritor

## Alumnas destacadas
- Nettie Stevens (1861-1912), genetista.
- Emily Greene Balch (1867-1961), académica, escritora, sindicalista y pacifista, que recibió el Premio Nobel de la Paz en 1946 compartido con John Raleigh Mott.
- Hilda Doolittle (1886-1961), poetisa y escritora, más conocida como H.D.
- Marianne Moore (1887-1972)  poetisa y escritora.
- Katharine Hepburn (1907-2003) actriz.
- Drew Gilpin Faust (1947-), la primera mujer presidenta de la Universidad de Harvard.
- Ana Botín (1960-), presidenta del Banco Santander.
- Isabel Maddison (1869-1950) matemática británica.